# میلک اند هانی (بار)
میلک اند هانی (انگلیسی: Milk & Honey) یک بار کوکتل بود که ابتدا در نیویورک و سپس با شعبه‌ای دیگر در سوهو لندن برپا شد. شعبهٔ نیویورک ابتدا در لوئر ایست ساید بود و سپس به منطقهٔ فلت‌آیرن نقل مکان کرد.
شعبه لندن به‌عنوان یک باشگاه خصوصی برای اعضا اداره می‌شد، اگرچه افراد غیرعضو می‌توانستند قبل از ساعت ۱۱ شب با رزرو قبلی از آن بازدید کنند. در سپتامبر ۲۰۲۰، میلک اند هانی لندن به دلیل همه‌گیری ویروس کرونا برای همیشه بسته شد.
میخانهٔ شعبهٔ نیویورک در افتتاحیه خود آغازگر روند جهانی اسپیک‌ایزی بود و به پیشبرد جنبش کوکتل دست‌ساز کمک کرد.

## قوانین
این میکده مجموعه‌ای از «قوانین میخانه» را اجرا می‌کرد که عبارت بودند از:
- قپّی دَر کردن و بلوف زدن دربارهٔ آشنایی با سلبریتی‌ها یا سابقه سکس با آنها ممنوع
- هوهو، همهمه، فریاد زدن، هوار کشیدن یا سایر رفتارهایی که صدای بلند دارد ممنوع.
- دعوا، تظاهر و تهدید به دعوا، یا حرف زدن دربارهٔ دعوا ممنوع
- آقایان باید کلاه خود از سر بردارند. کلاه‌آویز موجود است.
- آقایان نباید سرِ صحبت را با خانم‌ها باز کنند. خانم‌ها مجازید سر صحبت را با آقایان باز کنید و راحت در این باره صحبت کنید یا از متصدی بار بخواهید که شما را به مرد مورد نظر معرفی کند. اگر مرد غریبه‌ای با شما صحبت می‌کند، لطفاً سرتان را کمی بالا بیاورید و و صورت‌تان را برگردانده و او را نادیده بگیرید.
- بیرون در ورودی نایستید و معطل نکنید.
- کسی را با خودتان نیاورید مگر اینکه مجبور باشید آن شخص را در خانه خود تنها رها کنید. شما مسئول رفتار مهمانان خود هستید.
- سریع و بی صدا از بار خارج شوید. اهالی محل و ساکنان آن طرف خیابان می‌خواهند بخوابند. لطفاً برای رفت و برگشت خود برنامه‌ریزی داشته باشید و خداحافظی‌هایتان را قبل از ترک بار انجام دهید.